# Oral Fixation Vol. 2
Oral Fixation, Vol. 2 (tiếng Tây Ban Nha: Fijación Oral, Vol. 2)  là album phòng thu thứ bảy và cũng là album tiếng Anh thứ hai của ca sĩ kiêm sáng tác nhạc người Colombia Shakira, phát hành ngày 28 tháng 11 năm 2005 bởi Epic Records. Sau khi đạt được thành công quốc tế với album tiếng Anh đầu tay Laundry Service (2001), Shakira quyết định tạo nên đĩa nhạc tiếp theo gồm hai phần. Đây là dự án tiếp nối album tiếng Tây Ban Nha Fijación Oral, Vol. 1 (2005), được ra mắt năm tháng trước đó và gặt hái nhiều thành tích về mặt chuyên môn lẫn thương mại. Dưới danh nghĩa đồng sản xuất, nữ ca sĩ mời những nhà sản xuất từng cộng tác trước đây như Gustavo Cerati, Lester Mendez, Luis Fernando Ochoa và Rick Rubin để làm việc với nhiều cộng sự mới hơn như Jerry Duplessis, Wyclef Jean, Tim Mitchell và The Matrix. Oral Fixation, Vol. 2 đi theo phong cách tương tự những tác phẩm trước của cô, với những ảnh hưởng mạnh mẽ của nhạc Latin pop, đồng thời kết hợp với một số yếu tố của dance-pop và pop rock.
Oral Fixation, Vol. 2 có sự tham gia hợp tác từ Carlos Santana, Gustavo Cerati và Jean, trong đó nội dung ca từ đề cập đến những giai đoạn phức tạp trong tình yêu, sự phản bội và danh tiếng. Sau khi phát hành, album đa phần nhận được những phản ứng tích cực từ các nhà phê bình âm nhạc, trong đó họ đánh giá cao chất lượng tổng thể và phong cách âm nhạc của tác phẩm, đồng thời gọi đây là một trong những dự án tốt nhất của Shakira. Đĩa nhạc cũng gặt hái những thành công đáng kể về mặt thương mại khi đứng đầu các bảng xếp hạng tại Đan Mạch và Mexico, đồng thời lọt vào top 10 ở hầu hết những quốc gia khác, bao gồm vươn đến top 5 ở nhiều thị trường lớn như Canada, Hà Lan, Đức, Tây Ban Nha và Thụy Sĩ. Oral Fixation, Vol. 2 ra mắt ở vị trí thứ năm trên bảng xếp hạng Billboard 200 tại Hoa Kỳ với 128,000 bản, trở thành album thứ ba của cô vươn đến top 10 và được chứng nhận đĩa Bạch kim bởi Hiệp hội Công nghiệp Ghi âm Hoa Kỳ (RIAA). Tính đến nay, album đã bán được hơn tám triệu bản trên toàn thế giới.
Ba đĩa đơn đã được phát hành từ Oral Fixation, Vol. 2. "Don't Bother" được chọn làm đĩa đơn mở đường và lọt vào top 10 ở một số quốc gia Châu Âu, nhưng chỉ đạt vị trí thứ 42 trên bảng xếp hạng Billboard Hot 100. Sau đó, Epic Records yêu cầu Wyclef Jean hợp tác với Shakira để làm lại bài hát "Dance Like This" của anh với mong muốn đẩy mạnh doanh số tiêu thụ album và kết quả là "Hips Don't Lie" ra mắt dưới dạng đĩa đơn thứ hai (đầu tiên từ bản tái phát hành) và đứng đầu các bảng xếp hạng tại hơn 20 quốc gia, đồng thời được đề cử giải Grammy cho Hợp tác giọng pop xuất sắc nhất tại lễ trao giải thường niên lần thứ 49. Đĩa đơn cuối cùng "Illegal" chỉ vươn đến top 10 ở Áo, Ý và Hà Lan, trong khi lọt vào top 40 ở những thị trường khác. Để quảng bá album, nữ ca sĩ xuất hiện trình diễn trên nhiều chương trình truyền hình và lễ trao giải lớn, như American Idol, Saturday Night Live, giải Video âm nhạc của MTV năm 2006 và giải Grammy lần thứ 49, cũng như thực hiện chuyến lưu diễn Oral Fixation Tour (2006-07).

## Danh sách bài hát
Tất cả lời bài hát được viết bởi Shakira, ngoại trừ những ghi chú..
| Oral Fixation, Vol. 2 – Phiên bản tiêu chuẩn | Oral Fixation, Vol. 2 – Phiên bản tiêu chuẩn                                   | Oral Fixation, Vol. 2 – Phiên bản tiêu chuẩn             | Oral Fixation, Vol. 2 – Phiên bản tiêu chuẩn                | Oral Fixation, Vol. 2 – Phiên bản tiêu chuẩn |
| STT                                          | Nhan đề                                                                        | Phổ nhạc                                                 | Sản xuất                                                    | Thời lượng                                   |
| -------------------------------------------- | ------------------------------------------------------------------------------ | -------------------------------------------------------- | ----------------------------------------------------------- | -------------------------------------------- |
| 1.                                           | "How Do You Do"                                                                | Shakira Lauren Christy Scott Spock Graham Edwards        | Shakira Lester Mendez [a] Gustavo Cerati [b] The Matrix [c] | 3:46                                         |
| 2.                                           | "Don't Bother"                                                                 | Shakira Christy Spock Edwards Heather Reid Leisha Hailey | Shakira Mendez [a] Cerati [b]                               | 4:18                                         |
| 3.                                           | "Illegal" (hợp tác với Carlos Santana)                                         | Shakira Mendez                                           | Shakira Mendez [a] Gocho [b]                                | 3:54                                         |
| 4.                                           | "The Day và the Time" (hợp tác với Gustavo Cerati) (lời: Shakira, Pedro Aznar) | Shakira Cerati Luis F. Ochoa                             | Shakira Cerati [a]                                          | 4:23                                         |
| 5.                                           | "Animal City"                                                                  | Shakira Ochoa                                            | Shakira Ochoa [a]                                           | 3:17                                         |
| 6.                                           | "Dreams for Plans"                                                             | Shakira Brendan Buckley                                  | Shakira Mendez [a]                                          | 4:04                                         |
| 7.                                           | "Hey You"                                                                      | Shakira Tim Mitchell                                     | Shakira Mitchell [a]                                        | 4:11                                         |
| 8.                                           | "Your Embrace"                                                                 | Shakira Mitchell                                         | Shakira Mendez [a]                                          | 3:34                                         |
| 9.                                           | "Costume Makes the Clown"                                                      | Shakira Buckley                                          | Shakira Mendez [a]                                          | 3:13                                         |
| 10.                                          | "Something"                                                                    | Shakira Ochoa                                            | Shakira Ochoa [a]                                           | 4:24                                         |
| 11.                                          | "Timor"                                                                        | Shakira                                                  | Shakira Mendez [a]                                          | 3:32                                         |
| Tổng thời lượng:                             | Tổng thời lượng:                                                               | Tổng thời lượng:                                         | Tổng thời lượng:                                            | 42:36                                        |

| Oral Fixation, Vol. 2 – Phiên bản năm 2006 | Oral Fixation, Vol. 2 – Phiên bản năm 2006                               | Oral Fixation, Vol. 2 – Phiên bản năm 2006                       | Oral Fixation, Vol. 2 – Phiên bản năm 2006   | Oral Fixation, Vol. 2 – Phiên bản năm 2006 |
| STT                                        | Nhan đề                                                                  | Phổ nhạc                                                         | Sản xuất                                     | Thời lượng                                 |
| ------------------------------------------ | ------------------------------------------------------------------------ | ---------------------------------------------------------------- | -------------------------------------------- | ------------------------------------------ |
| 1.                                         | "How Do You Do"                                                          | Shakira Christy Spock Edwards                                    | Shakira Mendez [a] Cerati [b] The Matrix [c] | 3:47                                       |
| 2.                                         | "Illegal" (hợp tác với Carlos Santana)                                   | Shakira Mendez                                                   | Shakira Mendez [a] Gocho [b]                 | 3:56                                       |
| 3.                                         | "Hips Don't Lie" (hợp tác với Wyclef Jean) (lời: Shakira và Jean)        | Jean Jerry "Wonda" Duplessis Shakira Omar Alfano LaTravia Parker | Jean Duplessis Shakira                       | 3:40                                       |
| 4.                                         | "Animal City"                                                            | Shakira Ochoa                                                    | Shakira Ochoa [a]                            | 3:18                                       |
| 5.                                         | "Don't Bother"                                                           | Shakira Christy Spock Edwards Reid Hailey                        | Shakira Mendez [a] Cerati [b]                | 4:19                                       |
| 6.                                         | "The Day và the Time" (hợp tác với Gustavo Cerati) (lời: Shakira, Aznar) | Shakira Cerati Ochoa                                             | Shakira Cerati [a]                           | 4:25                                       |
| 7.                                         | "Dreams for Plans"                                                       | Shakira Buckley                                                  | Shakira Mendez [a]                           | 4:04                                       |
| 8.                                         | "Hey You"                                                                | Shakira Mitchell                                                 | Shakira Mitchell [a]                         | 4:11                                       |
| 9.                                         | "Your Embrace"                                                           | Shakira Mitchell                                                 | Shakira Mendez [a]                           | 3:34                                       |
| 10.                                        | "Costume Makes the Clown"                                                | Shakira Buckley                                                  | Shakira Mendez [a]                           | 3:13                                       |
| 11.                                        | "Something"                                                              | Shakira Ochoa                                                    | Shakira Ochoa [a]                            | 4:24                                       |
| 12.                                        | "Timor"                                                                  | Shakira                                                          | Shakira Mendez [a]                           | 3:33                                       |
| 13.                                        | "La Tortura" (phiên bản thay thế) (hợp tác với Alejandro Sanz)           | Shakira Ochoa                                                    | Shakira Mendez [a] Gocho [b]                 | 3:37                                       |
| Tổng thời lượng:                           | Tổng thời lượng:                                                         | Tổng thời lượng:                                                 | Tổng thời lượng:                             | 50:01                                      |

| Oral Fixation, Vol. 2 – Phiên bản năm 2006 giới hạn tại Nhật Bản (bản nhạc bổ sung) | Oral Fixation, Vol. 2 – Phiên bản năm 2006 giới hạn tại Nhật Bản (bản nhạc bổ sung) | Oral Fixation, Vol. 2 – Phiên bản năm 2006 giới hạn tại Nhật Bản (bản nhạc bổ sung) | Oral Fixation, Vol. 2 – Phiên bản năm 2006 giới hạn tại Nhật Bản (bản nhạc bổ sung) |
| STT                                                                                 | Nhan đề                                                                             | Sản xuất                                                                            | Thời lượng                                                                          |
| ----------------------------------------------------------------------------------- | ----------------------------------------------------------------------------------- | ----------------------------------------------------------------------------------- | ----------------------------------------------------------------------------------- |
| 14.                                                                                 | "Don't Bother" (Jrsnchz radio mix)                                                  | Shakira Mendez [a] Cerati [b] Junior Sanchez [b]                                    | 4:24                                                                                |

| Oral Fixation, Vol. 2 – Phiên bản năm 2006 giới hạn tại Nhật Bản (DVD kèm theo) | Oral Fixation, Vol. 2 – Phiên bản năm 2006 giới hạn tại Nhật Bản (DVD kèm theo) | Oral Fixation, Vol. 2 – Phiên bản năm 2006 giới hạn tại Nhật Bản (DVD kèm theo) |
| STT                                                                             | Nhan đề                                                                         | Thời lượng                                                                      |
| ------------------------------------------------------------------------------- | ------------------------------------------------------------------------------- | ------------------------------------------------------------------------------- |
| 1.                                                                              | "Don't Bother" (video ca nhạc)                                                  |                                                                                 |
| 2.                                                                              | "Hips Don't Lie" (video ca nhạc)                                                |                                                                                 |

| Oral Fixation, Vol. 2 – Phiên bản năm 2006 tại Mỹ Latinh và Tây Ban Nha (bản nhạc bổ sung) | Oral Fixation, Vol. 2 – Phiên bản năm 2006 tại Mỹ Latinh và Tây Ban Nha (bản nhạc bổ sung) | Oral Fixation, Vol. 2 – Phiên bản năm 2006 tại Mỹ Latinh và Tây Ban Nha (bản nhạc bổ sung) | Oral Fixation, Vol. 2 – Phiên bản năm 2006 tại Mỹ Latinh và Tây Ban Nha (bản nhạc bổ sung) | Oral Fixation, Vol. 2 – Phiên bản năm 2006 tại Mỹ Latinh và Tây Ban Nha (bản nhạc bổ sung) | Oral Fixation, Vol. 2 – Phiên bản năm 2006 tại Mỹ Latinh và Tây Ban Nha (bản nhạc bổ sung) |
| STT                                                                                        | Nhan đề                                                                                    | Phổ lời                                                                                    | Phổ nhạc                                                                                   | Sản xuất                                                                                   | Thời lượng                                                                                 |
| ------------------------------------------------------------------------------------------ | ------------------------------------------------------------------------------------------ | ------------------------------------------------------------------------------------------ | ------------------------------------------------------------------------------------------ | ------------------------------------------------------------------------------------------ | ------------------------------------------------------------------------------------------ |
| 13.                                                                                        | "Hips Don't Lie" (tiếng Tây Ban Nha) (hợp tác với Wyclef Jean)                             | Jean Shakira                                                                               | Jean Jerry "Wonda" Duplessis Shakira Omar Alfano LaTravia Parker                           | Jean Duplessis Shakira                                                                     | 3:40                                                                                       |

| Oral Fixation, Vol. 2 – Phiên bản năm 2006 tại Vương quốc Anh (bản nhạc bổ sung) | Oral Fixation, Vol. 2 – Phiên bản năm 2006 tại Vương quốc Anh (bản nhạc bổ sung) | Oral Fixation, Vol. 2 – Phiên bản năm 2006 tại Vương quốc Anh (bản nhạc bổ sung) | Oral Fixation, Vol. 2 – Phiên bản năm 2006 tại Vương quốc Anh (bản nhạc bổ sung) |
| STT                                                                              | Nhan đề                                                                          | Sản xuất                                                                         | Thời lượng                                                                       |
| -------------------------------------------------------------------------------- | -------------------------------------------------------------------------------- | -------------------------------------------------------------------------------- | -------------------------------------------------------------------------------- |
| 13.                                                                              | "Don't Bother" (Jrsnchz radio mix)                                               | Shakira Mendez [a] Cerati [b] Junior Sanchez [b]                                 | 4:24                                                                             |

Ghi chú
- ^a  nghĩa là hỗ trợ sản xuất
- ^b  nghĩa là sản xuất bổ sung
- ^c  nghĩa là tiền sản xuất

## Xếp hạng
| Bảng xếp hạng (2005–06)                  | Vị trí cao nhất |
| ---------------------------------------- | --------------- |
| Album Argentina (CAPIF)                  | 4               |
| Album Úc (ARIA)                          | 9               |
| Album Áo (Ö3 Austria)                    | 6               |
| Album Bỉ (Ultratop Vlaanderen)           | 8               |
| Album Bỉ (Ultratop Wallonie)             | 12              |
| Album Canada (Billboard)                 | 3               |
| Album Đan Mạch (Hitlisten)               | 1               |
| Album Hà Lan (Album Top 100)             | 2               |
| Album Châu Âu (Billboard)                | 2               |
| Album Phần Lan (Suomen virallinen lista) | 13              |
| Album Pháp (SNEP)                        | 8               |
| Album Đức (Offizielle Top 100)           | 4               |
| Album Hy Lạp (IFPI)                      | 1               |
| Album Hungaria (MAHASZ)                  | 5               |
| Album Ireland (IRMA)                     | 2               |
| Album Ý (FIMI)                           | 6               |
| Album Nhật Bản (Oricon)                  | 69              |
| Album Mexico (AMPROFON)                  | 1               |
| Album Na Uy (VG-lista)                   | 2               |
| Album Bồ Đào Nha (AFP)                   | 2               |
| Album Tây Ban Nha (PROMUSICAE)           | 3               |
| Album Thụy Điển (Sverigetopplistan)      | 4               |
| Album Thụy Sĩ (Schweizer Hitparade)      | 3               |
| Album Đài Loan (Five Music)              | 10              |
| Album Anh Quốc (OCC)                     | 12              |
| Album Hoa Kỳ Billboard 200               | 5               |

| Bảng xếp hạng (2005)                | Vị trí |
| ----------------------------------- | ------ |
| Album Mexico (AMPROFON)             | 89     |
| Bảng xếp hạng (2006)                | Vị trí |
| Album Úc (ARIA)                     | 93     |
| Album Áo (Ö3 Austria)               | 21     |
| Album Bỉ (Ultratop Flanders)        | 28     |
| Album Bỉ (Ultratop Wallonia)        | 46     |
| Album Đan Mạch (Hitlisten)          | 14     |
| Album Hà Lan (Album Top 100)        | 19     |
| Album Châu Âu (Billboard)           | 7      |
| Album Pháp (SNEP)                   | 52     |
| Album Đức (Offizielle Top 100)      | 12     |
| Album Hy Lạp (IFPI)                 | 19     |
| Album Hy Lạp Quốc tế (IFPI)         | 2      |
| Album Hungaria (MAHASZ)             | 47     |
| Album Ý (FIMI)                      | 33     |
| Album Mexico (AMPROFON)             | 5      |
| Album Tây Ban Nha (PROMUSICAE)      | 13     |
| Album Thụy Điển (Sverigetopplistan) | 20     |
| Album Thụy Sĩ (Schweizer Hitparade) | 15     |
| Album Anh Quốc (OCC)                | 70     |
| Hoa Kỳ Billboard 200                | 23     |
| Album Toàn cầu (IFPI)               | 40     |

## Chứng nhận
| Quốc gia | Chứng nhận  | Số đơn vị/doanh số chứng nhận |
| --- | ----------- | ----------------------------- |
| Argentina (CAPIF) | Bạch kim    | 40.000^                       |
| Úc (ARIA) | Vàng        | 35.000^                       |
| Áo (IFPI Áo) | Bạch kim    | 30.000*                       |
| Bỉ (BEA) | Vàng        | 25.000*                       |
| Canada (Music Canada) | 3× Bạch kim | 300.000‡                      |
| Chile (IFPI Chile) | Vàng        | 7.500*                        |
| Colombia (ASINCOL) | Vàng        | 7.500*                        |
| Đan Mạch (IFPI Đan Mạch) | Vàng        | 20.000^                       |
| Phần Lan (Musiikkituottajat) | Vàng        | 15,085                        |
| Pháp (SNEP) | Bạch kim    | 200.000*                      |
| Đức (BVMI) | 2× Bạch kim | 600.000‡                      |
| Hy Lạp (IFPI Hy Lạp) | Bạch kim    | 20.000^                       |
| Hungary (Mahasz) | Bạch kim    | 10.000^                       |
| Ấn Độ (IMI) | Vàng        | 80,000                        |
| Ireland (IRMA) | 2× Bạch kim | 30.000^                       |
| Ý (FIMI) | Vàng        | 40.000*                       |
| Nhật Bản (RIAJ) | —           | 30,416                        |
| México (AMPROFON) | 2× Bạch kim | 200.000^                      |
| Hà Lan (NVPI) | Bạch kim    | 80.000^                       |
| Na Uy (IFPI) | Vàng        | 10.000*                       |
| New Zealand (RMNZ) | Bạch kim    | 15.000‡                       |
| Bồ Đào Nha (AFP) | Bạch kim    | 20.000^                       |
| Rumani (UPFR) | Bạch kim    | 4.000*                        |
| Nga (NFPF) | 2× Bạch kim | 40.000*                       |
| Tây Ban Nha (PROMUSICAE) | Bạch kim    | 80.000^                       |
| Thụy Điển (GLF) | Vàng        | 30.000^                       |
| Thụy Sĩ (IFPI) | Bạch kim    | 40.000^                       |
| Anh Quốc (BPI) | Bạch kim    | 404,000                       |
| Hoa Kỳ (RIAA) | 3× Platinum | 3.000.000‡                    |
| Tổng hợp |             |                               |
| Châu Âu (IFPI) | Bạch kim    | 1.000.000*                    |
| * Chứng nhận dựa theo doanh số tiêu thụ. ^ Chứng nhận dựa theo doanh số nhập hàng. ‡ Chứng nhận dựa theo doanh số tiêu thụ và phát trực tuyến. |             |                               |